# Nürburg

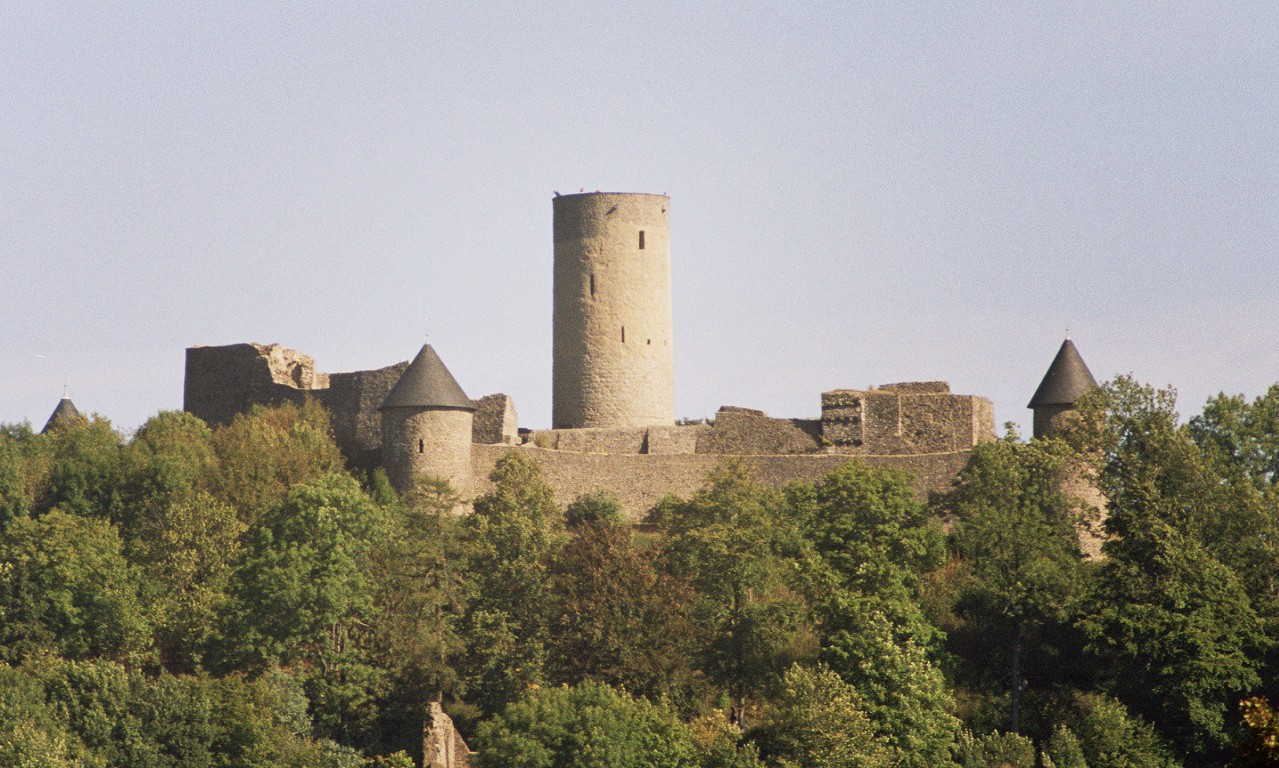
Lâu đài Nürburg

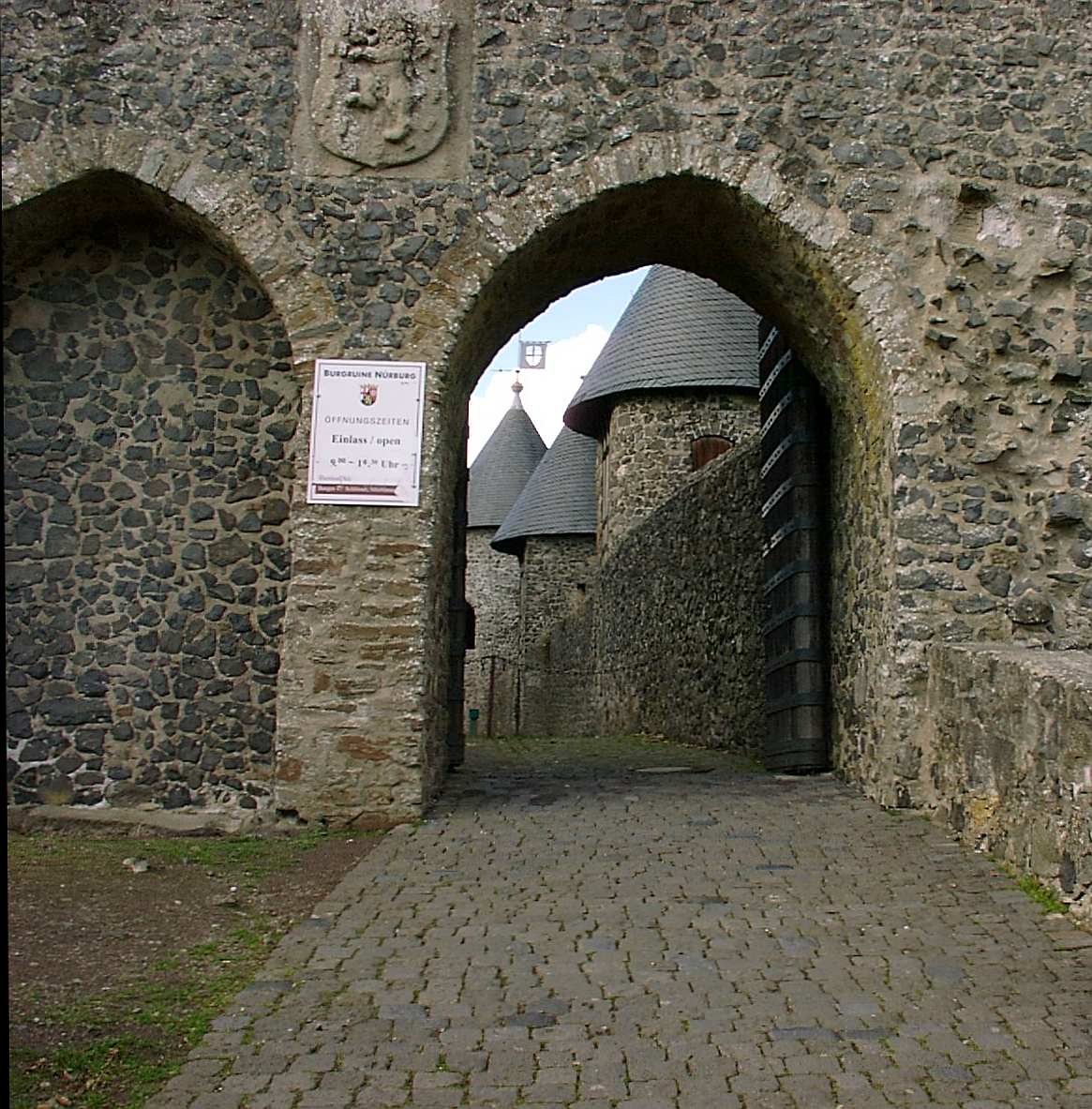
Lối vào lâu đài Nürburg

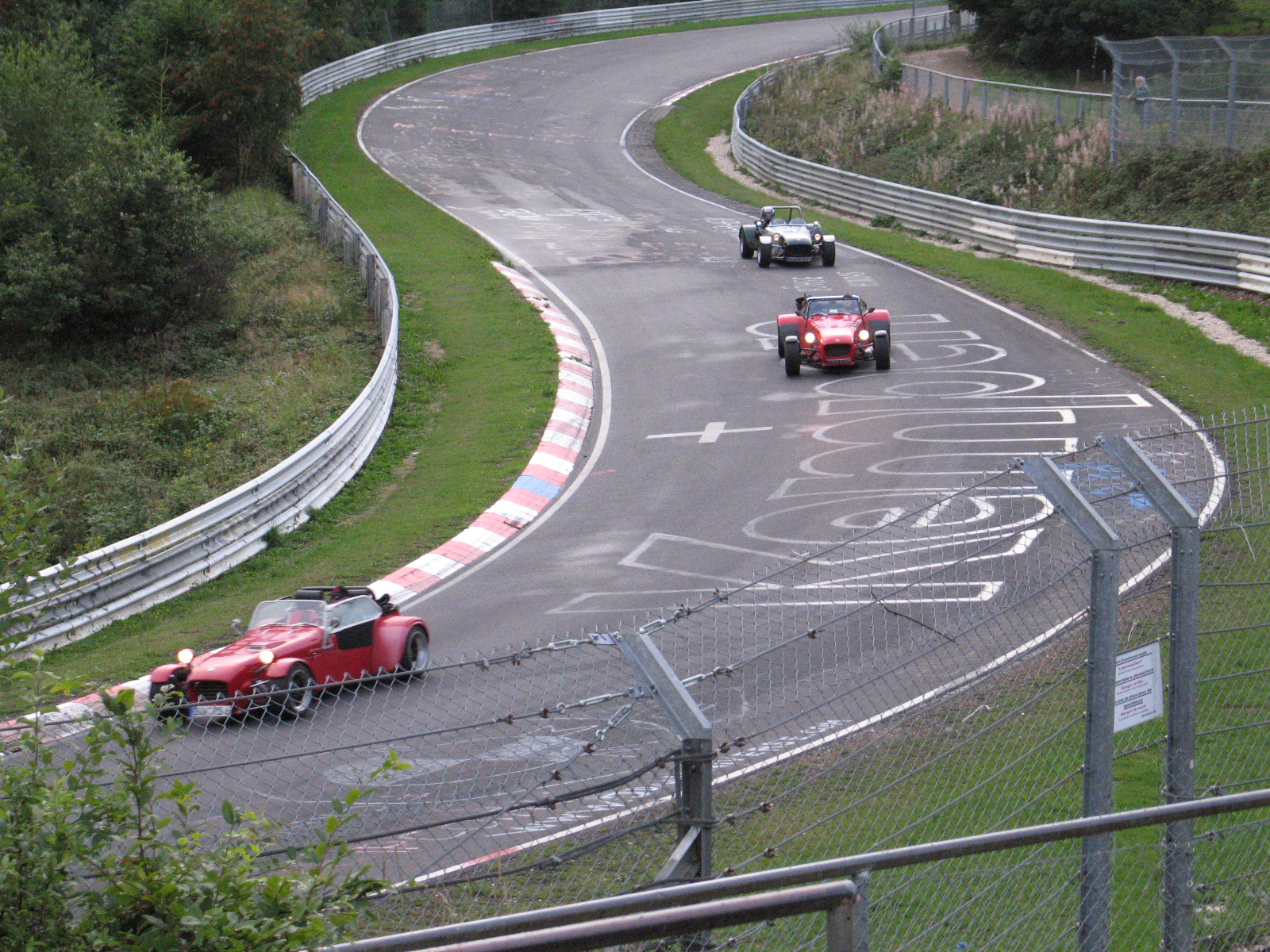
Gần trường đua xe Nürburgring.

Nürburg là một thị xã ở huyện Ahrweiler, bang Rheinland-Pfalz, Đức. Đây cũng là tên của lâu đài Burg Nürburg (lâu đài Nürburg). Thị xã có đường đua dài 24 km Nürburgring. Năm km của đường đua được sử dụng cho giải Formula One.